# Olympische Jugend-Sommerspiele 2018/Beachhandball/Portugal Jungen

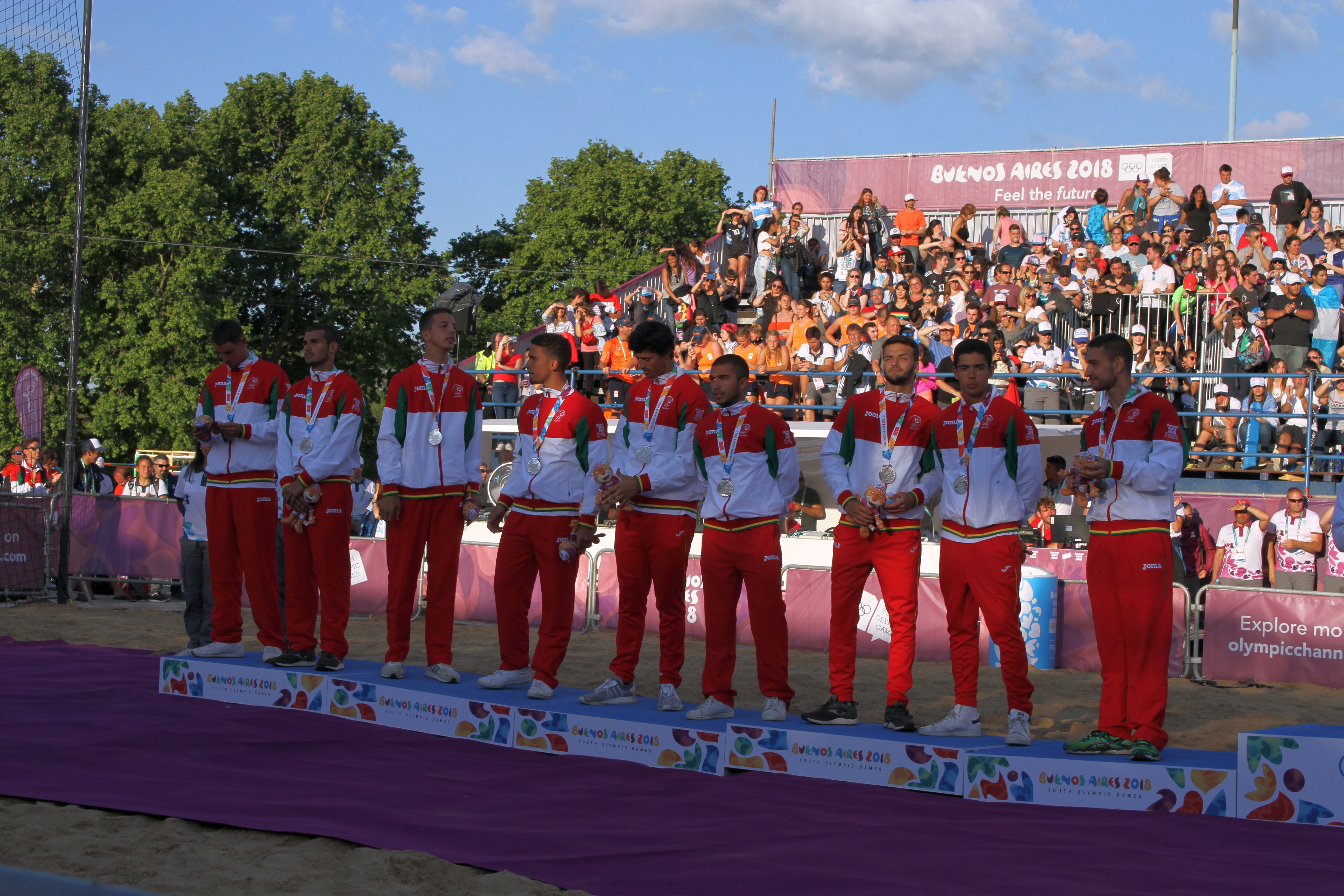
Portugal bei der Siegerehrung

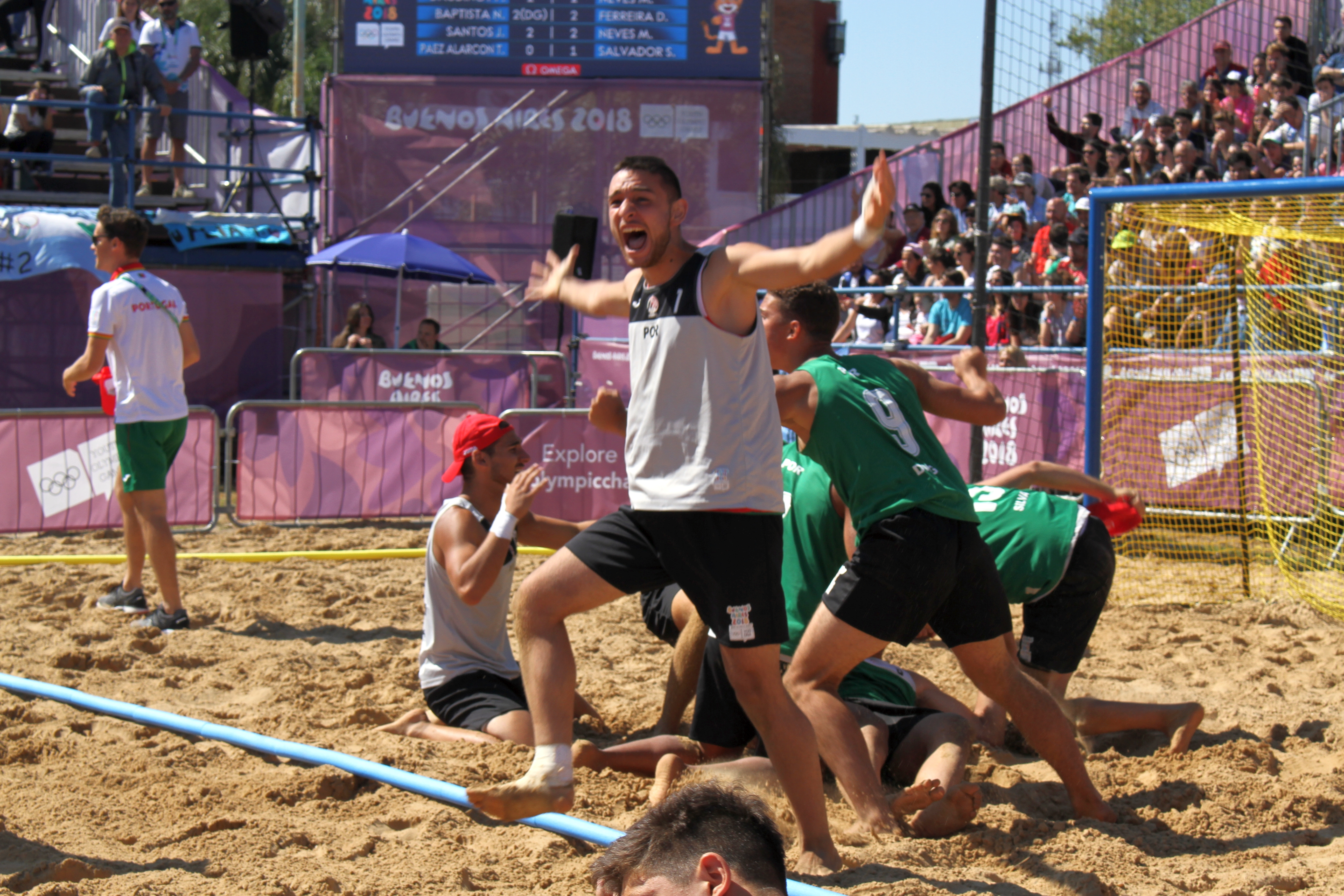
Die Mannschaft feiert den Sieg im Halbfinale über Gastgeber Argentinien

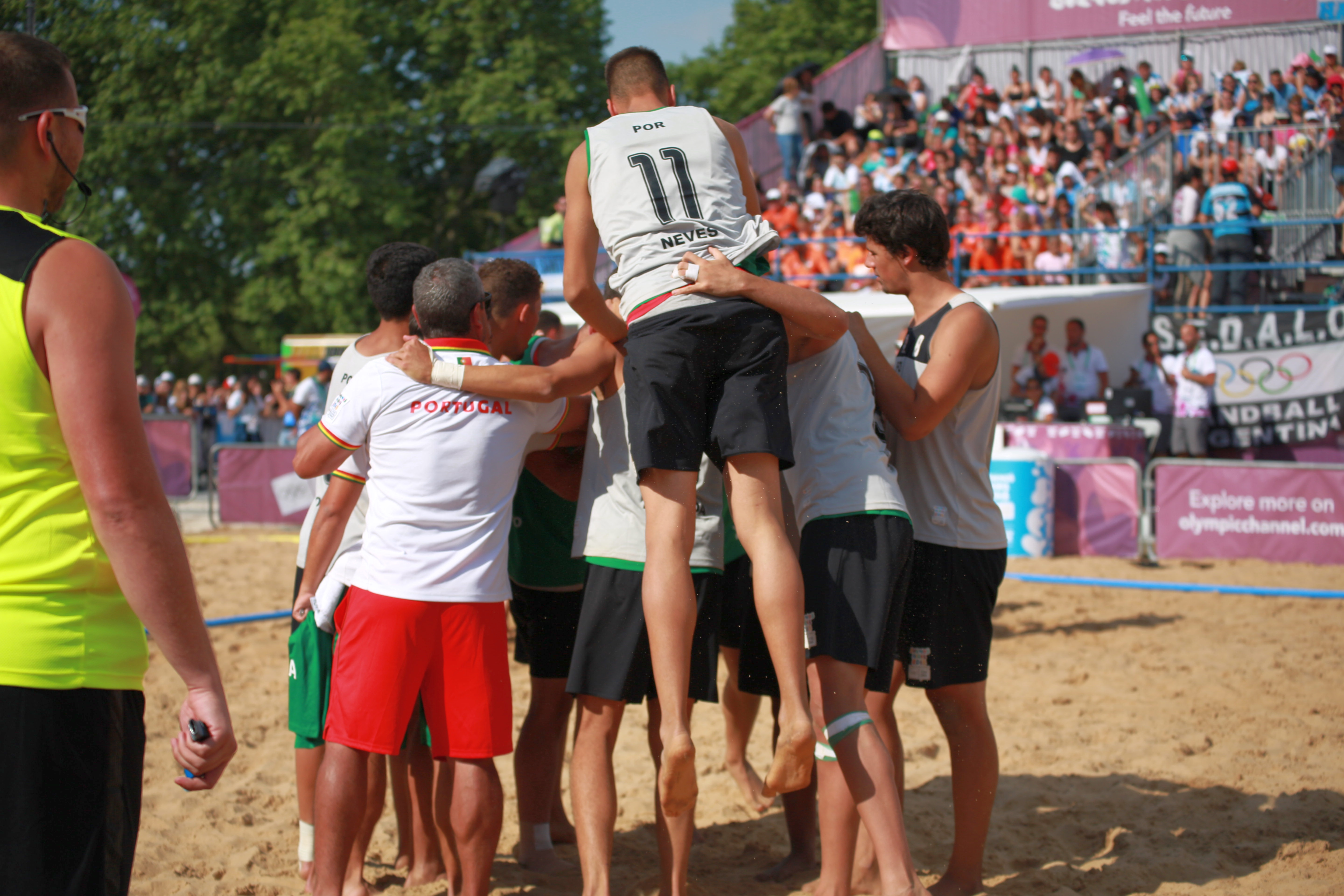
Die portugiesische Mannschaft stimmt sich für das Finale ein

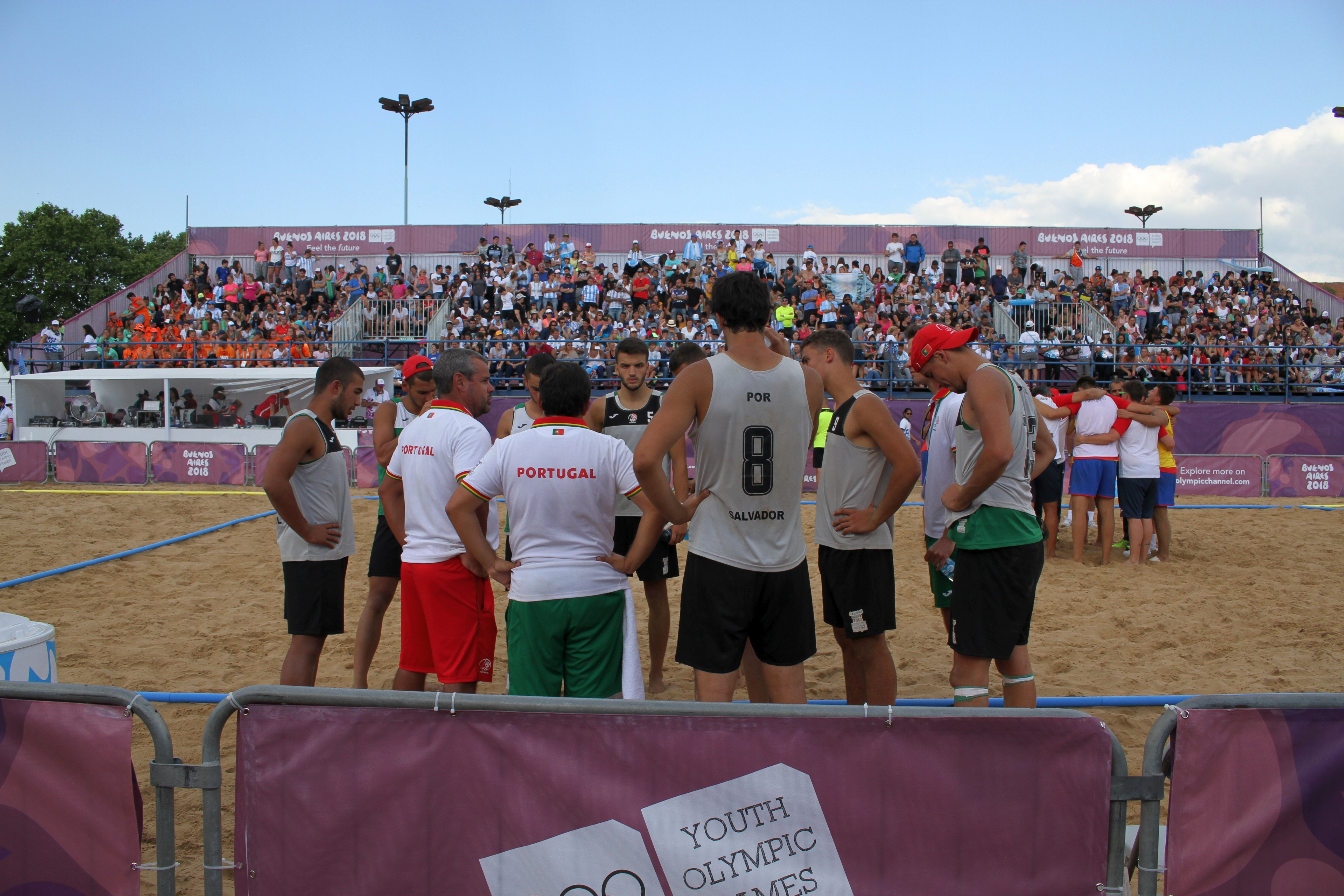
Nach dem verlorenen Finale

Die Portugiesische Junioren-Nationalmannschaft der Jungen im Beachhandball nahm als eine von 12 Jungen-Mannschaften an den Olympischen Jugend-Sommerspiele 2018 in Buenos Aires teil, wo Beachhandball zum ersten Mal olympisch gespielt wurde. Die Mannschaft der Federação de Andebol de Portugal gewann dabei die Silbermedaille.
Portugal verpasste zunächst die direkte Qualifikation über die erstmals ausgetragenen Juniorenweltmeisterschaften in Flic-en-Flac auf Mauritius, wo das Team als schwächstes der vier europäischen Mannschaften Siebter wurde. Doch da der Viertplatzierte Russland in Argentinien im Futsal antrat – jedes NOK hatte nur eine begrenzte Zahl an zu besetzenden Kontingenten in Mannschaftssportarten zur Verfügung – rückte Portugal als europäischer Teilnehmer nach.
Wie alle europäischen Mannschaften gehörte Portugal in Buenos Aires zum erweiterten Kreis der Medaillenaspiranten. Man begann gegen Mauritius mit einem sehr deutlichen Sieg, vor allem im ersten Durchgang deklassierte man den einzigen Teilnehmer aus Afrika mit 28:2 deutlich. Anders im folgenden Spiel gegen Kroatien, wo Portugal im Shootout unterlag. Ebenfalls gegen Gastgeber Argentinien gab es eine Niederlage im Shootout. Durch einen klaren Sieg über Italien und einen deutlichen Sieg über Paraguay qualifizierte sich Portugal als Drittplatzierte Mannschaft der Gruppe B hinter den Gastgebern und Kroatien für die Hauptrunde. Hier fügten die die Südeuropäern den bis dahin ungeschlagenen Ungarn ihre erste Niederlage zu und gewannen auch danach das Spiel gegen Thailand, wenngleich im zweiten Durchgang recht knapp. Gegen das Nachbarland Spanien gab es im abschließenden Vorrundenspiel die dritte Niederlage im Turnierverlauf, erneut erst im Shootout und denkbar knapp, nachdem beiden Mannschaften in der regulären Spielzeit jeweils eine Hälfte mit nur einem Punkt Vorsprung gewonnen hatten. Als erneut Drittplatzierte Mannschaft qualifizierte sich Portugal für das Halbfinale, wo man auf den Gastgeber Argentinien traf. Unter den Augen von IOC-Präsident Thomas Bach konnten die Südamerikaner im Shootout bezwungen werden. Im Finale traf Portugal erneut auf die Mannschaft aus ihrem Nachbarland Spanien und unterlagen erneut knapp im Shootout.

## Technische Angaben

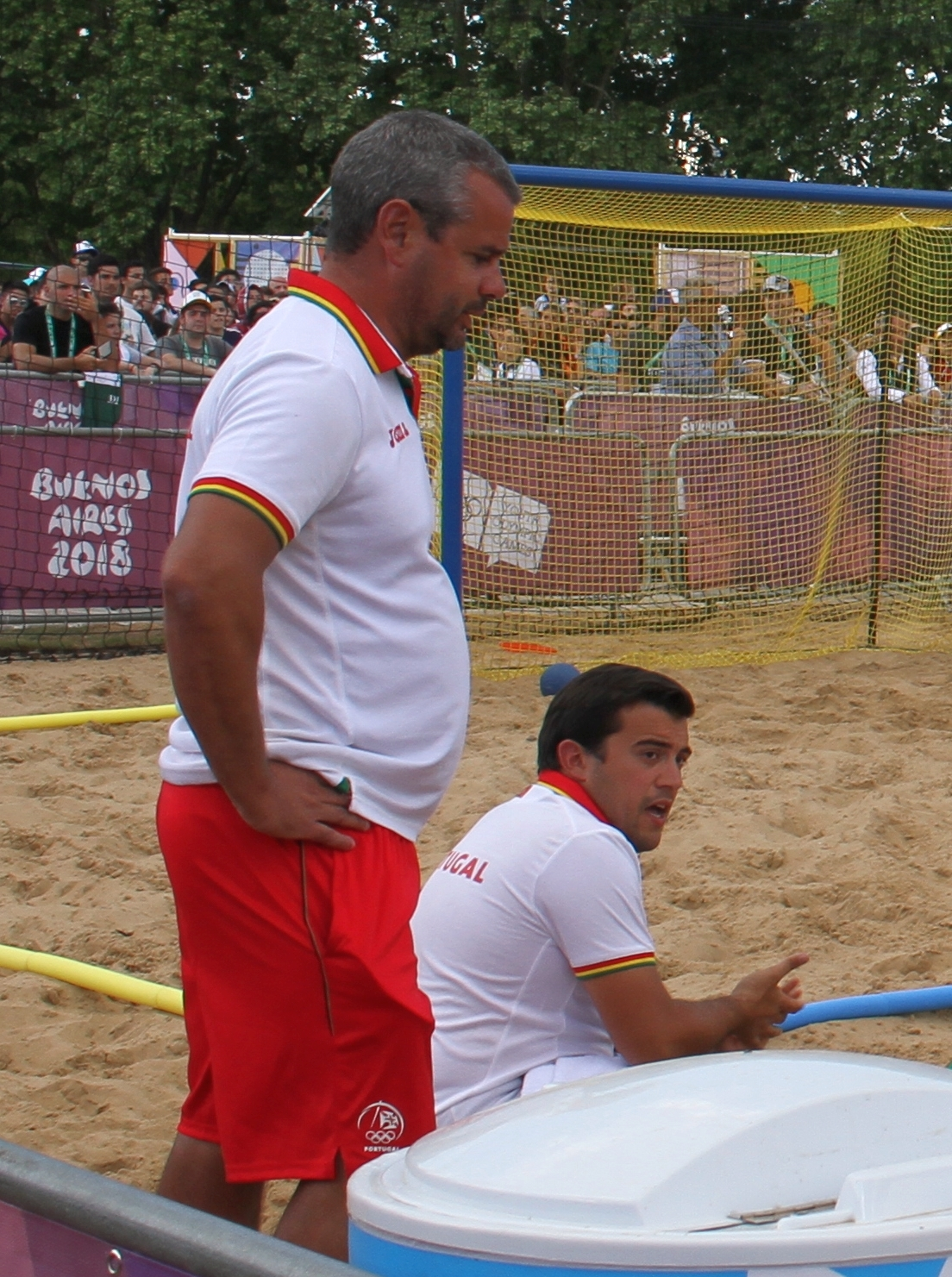
Paolo Felix (stehend) und Pedro Sardo Pereira (hockend)

Cheftrainer war Paolo Felix, Assistenztrainer war Pedro Sardo Pereira und als Mannschaftsbetreuer fungierte Mario Bernarde.
Offizielle Trikotsätze:
| Trikot           | Tank Top Feld | Tank Top Tor/Specialist | Shorts  |
| ---------------- | ------------- | ----------------------- | ------- |
| Standardtrikot   | Rot           | Schwarz                 | Schwarz |
| Ausweichtrikot   | Grün          | Schwarz                 | Schwarz |
| Ausweichtrikot 2 | Schwarz       | Schwarz                 | Schwarz |

In der Praxis unterschieden sich dir Trikotsätze etwas davon:

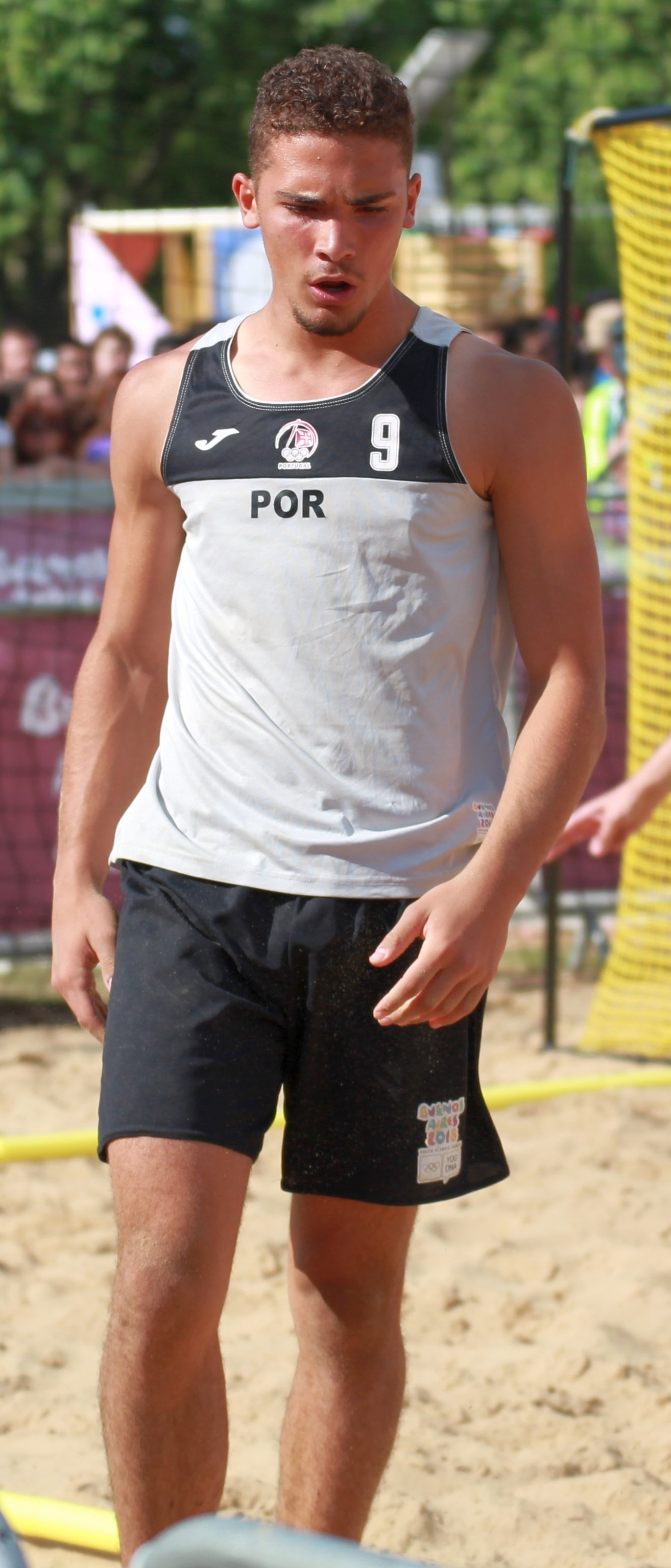
Diogo Ferreira im Standardtrikot
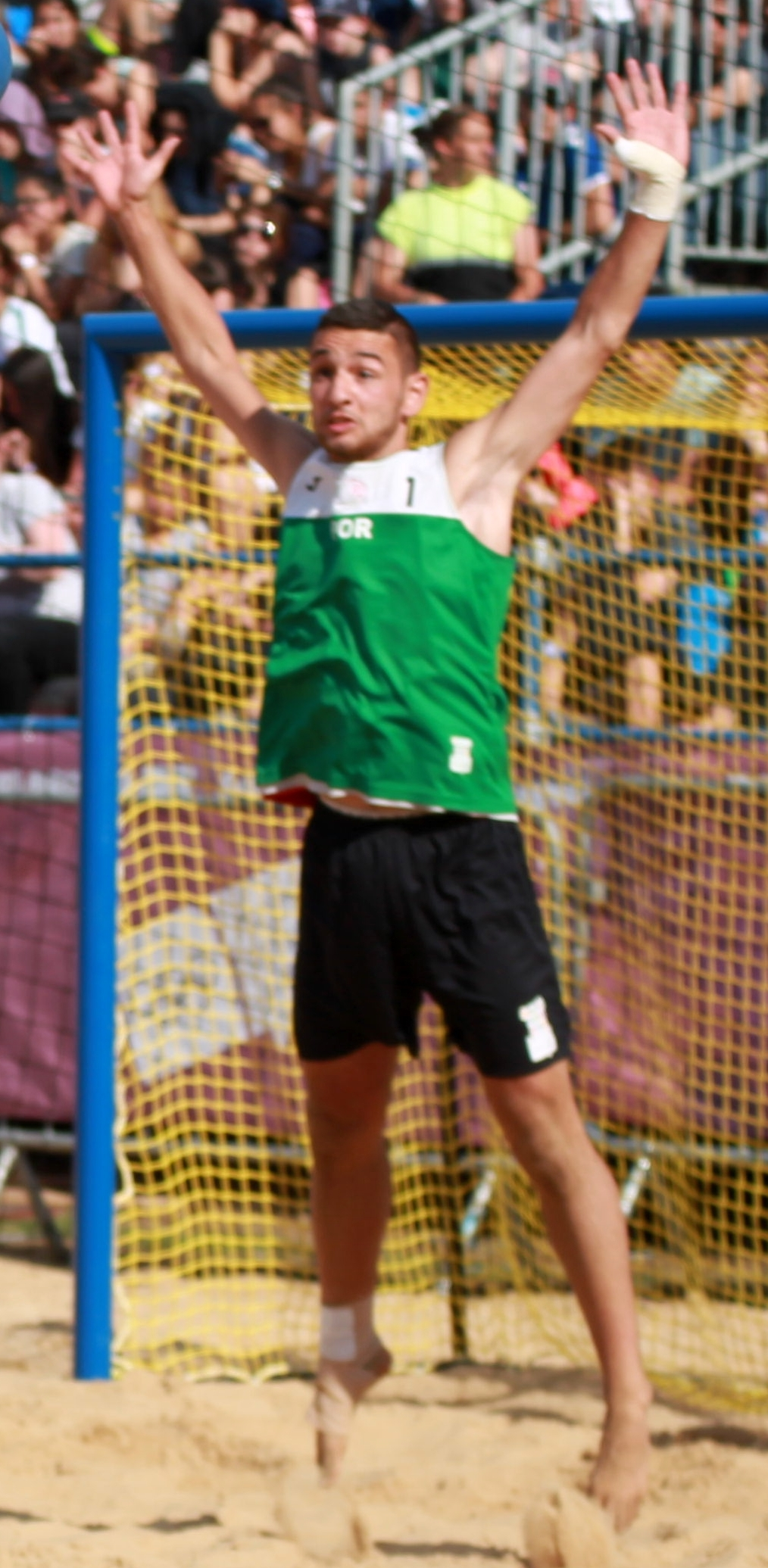
Nuno Brito im Standardtrikot der Torhüter/Specialists
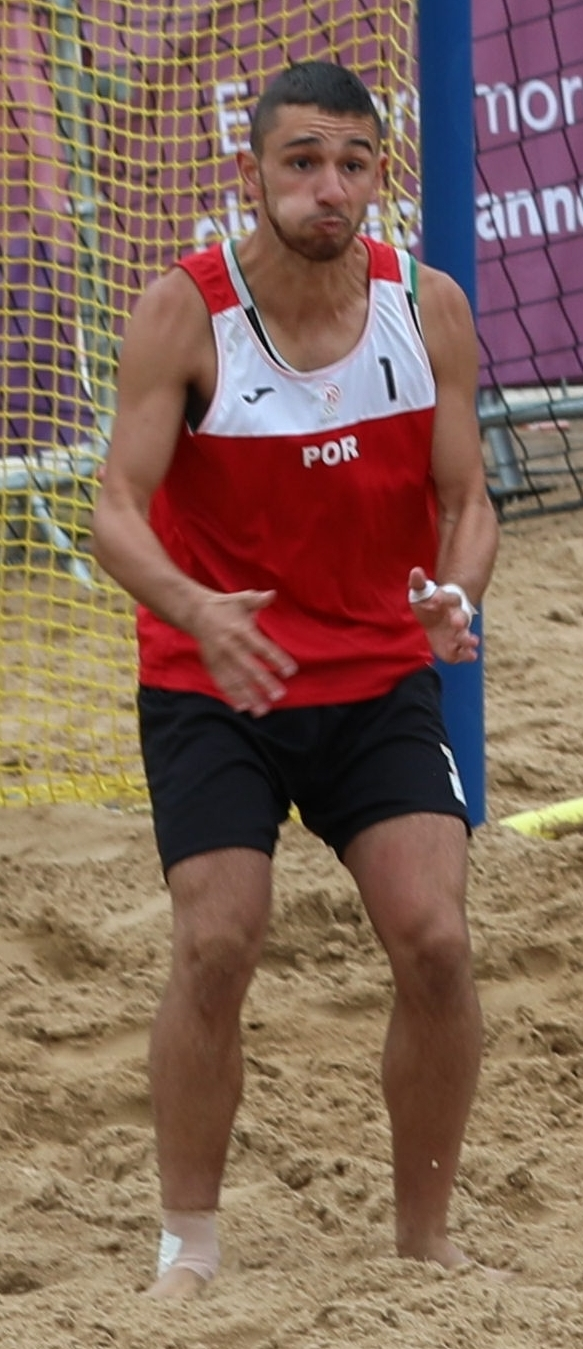
Brito im Ausweichtrikot der Torhüter/Specialists
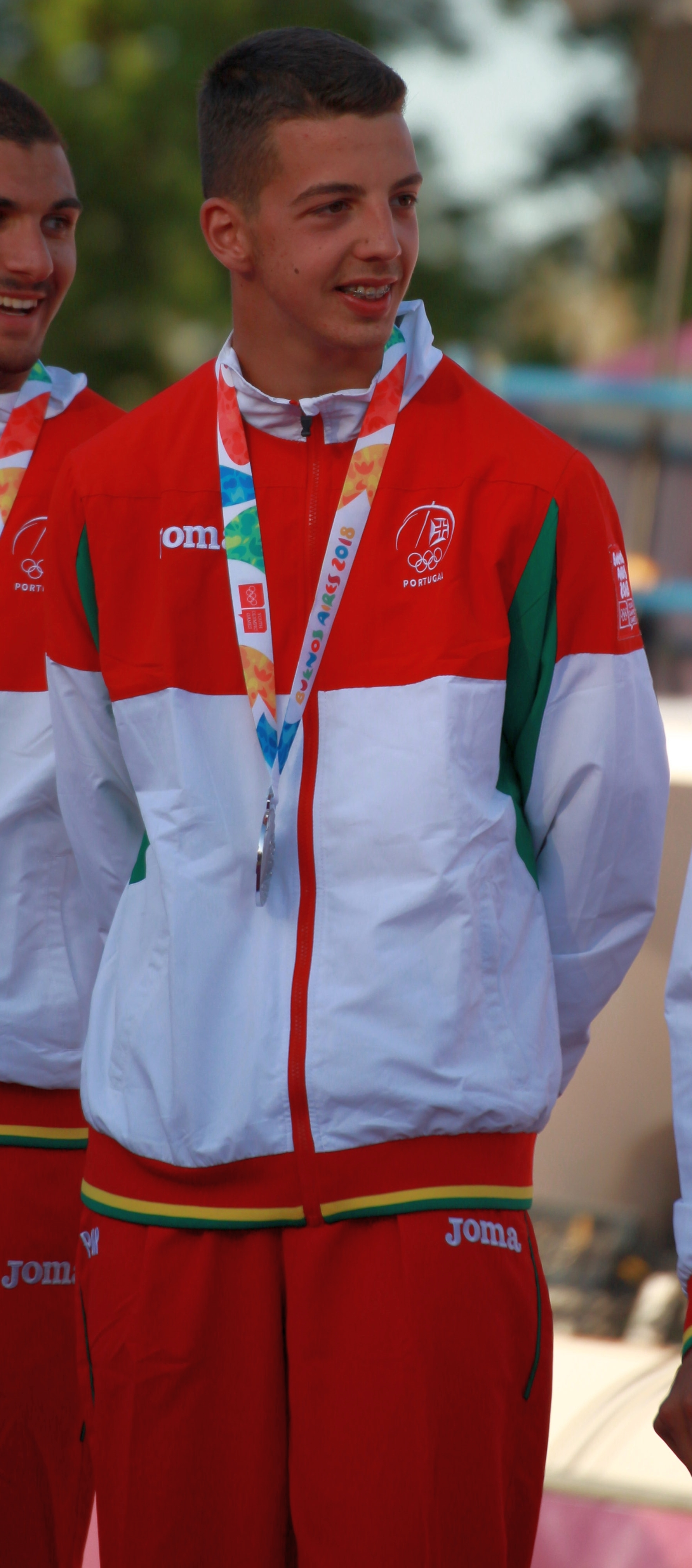
Miguel Neves in Ausgehmontur

## Spiele

### Gruppe B
| Rang | Land        | Spiele | Tore    | Punkte |
| ---- | ----------- | ------ | ------- | ------ |
| 1    | Argentinien | 5      | 220:187 | 10     |
| 2    | Kroatien    | 5      | 210:158 | 8      |
| 3    | Portugal    | 5      | 214:149 | 6      |
| 4    | Italien     | 5      | 216:181 | 4      |
| 5    | Mauritius   | 5      | 124:240 | 2      |
| 6    | Paraguay    | 5      | 141:210 | 0      |

| M18 | 8. Oktober 2018, 10:50 Uhr  | Portugal    | – | Mauritius | 2:0 (57:18 – 28:2, 29:16)       |
| M20 | 8. Oktober 2018, 15:20 Uhr  | Kroatien    | – | Portugal  | 2:1 (37:34 – 14:10, 17:20, 6:4) |
| M22 | 9. Oktober 2018, 11:40 Uhr  | Argentinien | – | Portugal  | 2:1 (40:39 – 22:20, 8:14, 10:5) |
| M26 | 9. Oktober 2018, 16:10 Uhr  | Portugal    | – | Italien   | 2:0 (37:28 – 18:14, 19:14)      |
| M29 | 10. Oktober 2018, 10:50 Uhr | Portugal    | – | Paraguay  | 2:0 (47:26 – 24:12, 23:14)      |

### Hauptrunde
| Rang | Land        | Spiele | Tore    | Punkte |
| ---- | ----------- | ------ | ------- | ------ |
| 1    | Spanien     | 5      | 230:198 | 8      |
| 2    | Argentinien | 5      | 235:225 | 6      |
| 3    | Portugal    | 5      | 194:187 | 4      |
| 4    | Kroatien    | 5      | 195:210 | 4      |
| 5    | Thailand    | 5      | 230:241 | 4      |
| 6    | Ungarn      | 5      | 202:225 | 4      |

| M31 | 11. Oktober 2018, 11:40 Uhr | Ungarn   | – | Portugal | 0:2 (30:36 – 20:21, 10:15)      |
| M36 | 11. Oktober 2018, 16:10 Uhr | Thailand | – | Portugal | 0:2 (34:42 – 16:22, 18:20)      |
| M37 | 12. Oktober 2018, 10:50 Uhr | Spanien  | – | Portugal | 2:1 (46:43 – 21:20, 16:17, 9:6) |

### Halbfinale und Finale
| Halbfinale 1 |                            |             |   |          |                                 |
| M49          | 13. Oktober 2018, 9:30 Uhr | Argentinien | – | Portugal | 1:2 (44:49 – 20:18, 16:22, 8:9) |

| Finale |                             |          |   |         |                                 |
| M56    | 13. Oktober 2018, 15:50 Uhr | Portugal | – | Spanien | 1:2 (38:44 – 14:19, 18:16, 6:9) |

## Spieler

### Nuno Brito
- Nummer: 1
- Name auf dem Shorts: BRITO
- Spielposition(en): Torhüter
- Verein: Académico Basket Clube, Braga
- Geburtsdatum: 1. Juni 2000
- Größe: 1,82 Meter

| Gegner      | Punkte und Würfe | Punkte und Würfe | Punkte und Würfe | Punkte und Würfe | Versuche und Treffer | Versuche und Treffer | Versuche und Treffer | Versuche und Treffer | Versuche und Treffer | Versuche und Treffer | Versuche und Treffer | Torhüter | Torhüter | Torhüter | Torhüter | Strafen | Strafen | Strafen | Technik | Technik | Technik | Technik     | Technik  | Technik |
| Gegner      | Punkte           | Tore             | Würfe            | %                | 1-Pt All             | 1-Pt Spin            | Spin                 | In-flight            | Spec                 | Dir Goal             | Pen                  | Sav      | Shots    | %        | Sav Pen  | SUS     | D       | DR      | Ass     | Steal   | Block   | Rec 6m Foul | Pen Foul | TO      |
| ----------- | ---------------- | ---------------- | ---------------- | ---------------- | -------------------- | -------------------- | -------------------- | -------------------- | -------------------- | -------------------- | -------------------- | -------- | -------- | -------- | -------- | ------- | ------- | ------- | ------- | ------- | ------- | ----------- | -------- | ------- |
| Mauritius   |                  |                  |                  |                  |                      |                      |                      |                      |                      |                      |                      |          |          |          |          |         |         |         |         |         |         |             |          |         |
| Kroatien    | 0                | 0                | 1                | 0                |                      |                      |                      |                      |                      | 0/1                  |                      | 9        | 26       | 35       |          |         |         |         |         |         |         |             |          |         |
| Argentinien |                  |                  |                  |                  |                      |                      |                      |                      |                      |                      |                      | 0        | 8        | 0        |          |         |         |         |         |         |         |             |          |         |
| Italien     |                  |                  |                  |                  |                      |                      |                      |                      |                      |                      |                      | 7        | 16       | 44       | 0/1      |         |         |         |         |         |         |             |          |         |
| Paraguay    |                  |                  |                  |                  |                      |                      |                      |                      |                      |                      |                      | 8        | 21       | 38       | 0/2      |         |         |         |         |         |         |             |          |         |
| Ungarn      |                  |                  |                  |                  |                      |                      |                      |                      |                      |                      |                      | 8        | 23       | 35       | 1/1      |         |         |         |         |         |         |             |          |         |
| Thailand    |                  |                  |                  |                  |                      |                      |                      |                      |                      |                      |                      | 6        | 23       | 26       | 0/2      |         |         |         |         |         |         |             |          |         |
| Spanien     |                  |                  |                  |                  |                      |                      |                      |                      |                      |                      |                      | 1        | 13       | 8        | 0/1      |         |         |         |         |         |         |             |          |         |
| Argentinien |                  |                  |                  |                  |                      |                      |                      |                      |                      |                      |                      | 2        | 11       | 18       | 0/1      |         |         |         |         |         |         |             |          |         |
| Spanien     |                  |                  |                  |                  |                      |                      |                      |                      |                      |                      |                      | 4        | 26       | 15       | 0/2      |         |         |         |         |         |         |             |          |         |
| Gesamt      | 0                | 0                | 1                | 0                |                      |                      |                      |                      |                      | 0/1                  |                      | 45       | 167      | 27       | 1/10     |         |         |         |         |         |         |             |          |         |

### André Sousa
- Nummer: 3
- Name auf dem Shorts: SOUSA
- Spielposition(en): Specialist/Flügel links
- Verein: FC Porto
- Geburtsdatum: 3. März 2002
- Größe: 1,84 Meter

| Gegner      | Punkte und Würfe | Punkte und Würfe | Punkte und Würfe | Punkte und Würfe | Versuche und Treffer | Versuche und Treffer | Versuche und Treffer | Versuche und Treffer | Versuche und Treffer | Versuche und Treffer | Versuche und Treffer | Torhüter | Torhüter | Torhüter | Torhüter | Strafen | Strafen | Strafen | Technik | Technik | Technik | Technik     | Technik  | Technik |
| Gegner      | Punkte           | Tore             | Würfe            | %                | 1-Pt All             | 1-Pt Spin            | Spin                 | In-flight            | Spec                 | Dir Goal             | Pen                  | Sav      | Shots    | %        | Sav Pen  | SUS     | D       | DR      | Ass     | Steal   | Block   | Rec 6m Foul | Pen Foul | TO      |
| ----------- | ---------------- | ---------------- | ---------------- | ---------------- | -------------------- | -------------------- | -------------------- | -------------------- | -------------------- | -------------------- | -------------------- | -------- | -------- | -------- | -------- | ------- | ------- | ------- | ------- | ------- | ------- | ----------- | -------- | ------- |
| Mauritius   | 16               | 8                | 9                | 89               | 0/1                  |                      | 6/6                  |                      | 2/2                  |                      |                      |          |          |          |          |         |         |         | 3       |         |         |             |          |         |
| Kroatien    | 6                | 3                | 5                | 60               |                      |                      | 2/4                  |                      |                      |                      | 1/1                  |          |          |          |          |         |         |         | 9       |         |         |             |          | 3       |
| Argentinien | 16               | 8                | 12               | 67               |                      |                      | 2/2                  |                      | 6/9                  |                      | 0/1                  |          |          |          |          |         |         |         | 1       |         |         |             |          |         |
| Italien     | 6                | 4                | 7                | 57               | 2/4                  |                      | 2/3                  |                      |                      |                      |                      |          |          |          |          |         |         |         | 10      |         |         |             |          | 1       |
| Paraguay    | 10               | 5                | 6                | 83               |                      |                      |                      |                      | 5/6                  |                      |                      |          |          |          |          |         |         |         | 5       |         |         |             |          | 1       |
| Ungarn      | 6                | 4                | 5                | 80               | 2/2                  |                      | 2/3                  |                      |                      |                      |                      |          |          |          |          |         |         |         | 10      |         |         |             |          | 1       |
| Thailand    | 11               | 6                | 7                | 86               | 1/1                  |                      | 5/6                  |                      |                      |                      |                      |          |          |          |          |         |         |         | 11      |         |         |             |          |         |
| Spanien     | 9                | 5                | 9                | 56               | 1/2                  |                      | 4/7                  |                      |                      |                      |                      |          |          |          |          |         |         |         | 7       |         |         |             |          | 2       |
| Argentinien | 18               | 9                | 13               | 69               |                      |                      | 3/4                  |                      | 5/7                  |                      | 1/2                  |          |          |          |          |         |         |         | 4       |         |         |             |          | 1       |
| Spanien     | 12               | 6                | 11               | 55               |                      |                      | 5/7                  |                      | 1/4                  |                      |                      |          |          |          |          |         |         |         | 2       |         |         | 1           |          | 1       |
| Gesamt      | 110              | 58               | 84               | 69               | 6/10                 |                      | 31/42                |                      | 19/28                |                      | 2/4                  |          |          |          |          |         |         |         | 62      |         |         | 1           |          | 10      |

### Nuno Almeida
- Nummer: 5
- Name auf dem Shorts: ALMEIDA
- Spielposition(en): Defensive/Flügel rechts
- Verein: FC Porto
- Geburtsdatum: 10. Februar 2000
- Größe: 1,86 Meter

| Gegner      | Punkte und Würfe | Punkte und Würfe | Punkte und Würfe | Punkte und Würfe | Versuche und Treffer | Versuche und Treffer | Versuche und Treffer | Versuche und Treffer | Versuche und Treffer | Versuche und Treffer | Versuche und Treffer | Torhüter | Torhüter | Torhüter | Torhüter | Strafen | Strafen | Strafen | Technik | Technik | Technik | Technik     | Technik  | Technik |
| Gegner      | Punkte           | Tore             | Würfe            | %                | 1-Pt All             | 1-Pt Spin            | Spin                 | In-flight            | Spec                 | Dir Goal             | Pen                  | Sav      | Shots    | %        | Sav Pen  | SUS     | D       | DR      | Ass     | Steal   | Block   | Rec 6m Foul | Pen Foul | TO      |
| ----------- | ---------------- | ---------------- | ---------------- | ---------------- | -------------------- | -------------------- | -------------------- | -------------------- | -------------------- | -------------------- | -------------------- | -------- | -------- | -------- | -------- | ------- | ------- | ------- | ------- | ------- | ------- | ----------- | -------- | ------- |
| Mauritius   | 2                | 1                | 1                | 100              |                      |                      | 1/1                  |                      |                      |                      |                      |          |          |          |          |         |         |         | 2       | 1       |         |             |          | 1       |
| Kroatien    | 0                | 0                | 1                | 0                |                      |                      | 0/1                  |                      |                      |                      |                      |          |          |          |          |         |         |         |         | 1       |         |             |          |         |
| Argentinien |                  |                  |                  |                  |                      |                      |                      |                      |                      |                      |                      |          |          |          |          | 17:08   |         |         |         |         |         |             | 2        |         |
| Italien     |                  |                  |                  |                  |                      |                      |                      |                      |                      |                      |                      |          |          |          |          |         |         |         |         |         |         |             |          |         |
| Paraguay    |                  |                  |                  |                  |                      |                      |                      |                      |                      |                      |                      |          |          |          |          | 17:53   |         |         |         |         |         |             |          |         |
| Ungarn      |                  |                  |                  |                  |                      |                      |                      |                      |                      |                      |                      |          |          |          |          |         |         |         |         |         |         |             |          |         |
| Thailand    |                  |                  |                  |                  |                      |                      |                      |                      |                      |                      |                      |          |          |          |          | 7:38    |         |         |         |         |         |             | 1        |         |
| Spanien     |                  |                  |                  |                  |                      |                      |                      |                      |                      |                      |                      |          |          |          |          | 10:19   |         |         |         |         |         |             | 1        |         |
| Argentinien |                  |                  |                  |                  |                      |                      |                      |                      |                      |                      |                      |          |          |          |          | 11:43   |         |         | 1       |         |         |             | 1        |         |
| Spanien     | 2                | 1                | 1                | 100              |                      |                      | 1/1                  |                      |                      |                      |                      |          |          |          |          |         |         |         |         |         |         |             |          |         |
| Gesamt      | 4                | 2                | 3                | 67               |                      |                      | 2/3                  |                      |                      |                      |                      |          |          |          |          | 5       |         |         | 3       | 2       |         |             | 5        | 1       |

### Rafael Paulo
- Nummer: 7
- Name auf dem Shorts: RAFAEL
- Spielposition(en): Flügel rechts/Specialist
- Verein: Sporting Lissabon
- Geburtsdatum: 21. März 2000
- Größe: 1,80 Meter

| Gegner      | Punkte und Würfe | Punkte und Würfe | Punkte und Würfe | Punkte und Würfe | Versuche und Treffer | Versuche und Treffer | Versuche und Treffer | Versuche und Treffer | Versuche und Treffer | Versuche und Treffer | Versuche und Treffer | Torhüter | Torhüter | Torhüter | Torhüter | Strafen | Strafen | Strafen | Technik | Technik | Technik | Technik     | Technik  | Technik |
| Gegner      | Punkte           | Tore             | Würfe            | %                | 1-Pt All             | 1-Pt Spin            | Spin                 | In-flight            | Spec                 | Dir Goal             | Pen                  | Sav      | Shots    | %        | Sav Pen  | SUS     | D       | DR      | Ass     | Steal   | Block   | Rec 6m Foul | Pen Foul | TO      |
| ----------- | ---------------- | ---------------- | ---------------- | ---------------- | -------------------- | -------------------- | -------------------- | -------------------- | -------------------- | -------------------- | -------------------- | -------- | -------- | -------- | -------- | ------- | ------- | ------- | ------- | ------- | ------- | ----------- | -------- | ------- |
| Mauritius   | 6                | 3                | 4                | 75               |                      |                      | 2/3                  | 1/1                  |                      |                      |                      |          |          |          |          |         |         |         | 8       |         |         | 2           | 2        | 2       |
| Kroatien    | 6                | 3                | 7                | 43               |                      |                      | 2/4                  |                      | 1/3                  |                      |                      |          |          |          |          | 11:54   |         |         |         |         |         |             |          | 1       |
| Argentinien | 7                | 4                | 8                | 50               |                      |                      | 1/5                  | 2/2                  |                      |                      |                      |          |          |          |          |         |         |         | 3       |         |         |             |          | 2       |
| Italien     |                  |                  |                  |                  |                      |                      |                      |                      |                      |                      |                      |          |          |          |          |         |         |         |         |         |         |             |          |         |
| Paraguay    | 5                | 3                | 5                | 60               | 1/1                  |                      | 2/3                  | 0/1                  |                      |                      |                      |          |          |          |          |         |         |         | 7       |         |         |             |          |         |
| Ungarn      | 2                | 1                | 1                | 100              |                      |                      | 1/1                  |                      |                      |                      |                      |          |          |          |          |         |         |         |         |         |         |             |          |         |
| Thailand    | 1                | 1                | 2                | 50               | 1/1                  |                      | 0/1                  |                      |                      |                      |                      |          |          |          |          |         |         |         | 2       |         |         |             |          |         |
| Spanien     | 2                | 1                | 3                | 33               |                      |                      | 1/3                  |                      |                      |                      |                      |          |          |          |          |         |         |         | 2       |         |         | 1           |          |         |
| Argentinien |                  |                  |                  |                  |                      |                      |                      |                      |                      |                      |                      |          |          |          |          |         |         |         |         |         |         |             |          |         |
| Spanien     | 0                | 0                | 1                | 0                |                      |                      |                      | 0/1                  |                      |                      |                      |          |          |          |          |         |         |         |         |         |         |             |          |         |
| Gesamt      | 29               | 16               | 31               | 52               | 2/2                  |                      | 9/20                 | 3/5                  | 1/3                  |                      |                      |          |          |          |          | 1       |         |         | 22      |         |         | 3           | 2        | 5       |

### Salvador Salvador
- Nummer: 8
- Name auf dem Shorts: SALVADOR
- Spielposition(en): Pivot/Defensive
- Verein: Sporting Lissabon
- Geburtsdatum: 29. Juli 2001
- Größe: 1,96 Meter

| Gegner      | Punkte und Würfe | Punkte und Würfe | Punkte und Würfe | Punkte und Würfe | Versuche und Treffer | Versuche und Treffer | Versuche und Treffer | Versuche und Treffer | Versuche und Treffer | Versuche und Treffer | Versuche und Treffer | Torhüter | Torhüter | Torhüter | Torhüter | Strafen | Strafen | Strafen | Technik | Technik | Technik | Technik     | Technik  | Technik |
| Gegner      | Punkte           | Tore             | Würfe            | %                | 1-Pt All             | 1-Pt Spin            | Spin                 | In-flight            | Spec                 | Dir Goal             | Pen                  | Sav      | Shots    | %        | Sav Pen  | SUS     | D       | DR      | Ass     | Steal   | Block   | Rec 6m Foul | Pen Foul | TO      |
| ----------- | ---------------- | ---------------- | ---------------- | ---------------- | -------------------- | -------------------- | -------------------- | -------------------- | -------------------- | -------------------- | -------------------- | -------- | -------- | -------- | -------- | ------- | ------- | ------- | ------- | ------- | ------- | ----------- | -------- | ------- |
| Mauritius   | 10               | 5                | 6                | 83               |                      |                      | 2/2                  | 3/4                  |                      |                      |                      |          |          |          |          |         |         |         | 2       |         |         |             |          |         |
| Kroatien    | 4                | 2                | 2                | 100              |                      |                      | 2/2                  |                      |                      |                      |                      |          |          |          |          |         |         |         |         |         | 2       |             |          |         |
| Argentinien | 5                | 3                | 3                | 100              | 1/1                  | 1/1                  | 1/1                  | 1/1                  |                      |                      |                      |          |          |          |          | 5:15    |         |         | 2       |         |         |             | 1        |         |
| Italien     | 10               | 5                | 9                | 56               |                      |                      | 2/4                  | 3/5                  |                      |                      |                      |          |          |          |          |         |         |         | 2       |         | 1       | 1           |          | 2       |
| Paraguay    | 16               | 8                | 9                | 89               |                      |                      | 1/1                  | 7/8                  |                      |                      |                      |          |          |          |          |         |         |         | 3       |         |         |             |          |         |
| Ungarn      | 14               | 7                | 8                | 88               |                      |                      | 1/2                  | 6/6                  |                      |                      |                      |          |          |          |          |         |         |         |         | 1       |         |             |          | 3       |
| Thailand    | 4                | 2                | 4                | 50               |                      |                      | 0/1                  | 2/3                  |                      |                      |                      |          |          |          |          |         |         |         |         |         | 1       |             |          |         |
| Spanien     | 14               | 7                | 9                | 78               |                      |                      | 4/5                  | 3/4                  |                      |                      |                      |          |          |          |          |         |         |         | 1       |         |         | 1           |          | 2       |
| Argentinien | 3                | 2                | 2                | 100              | 1/1                  |                      |                      | 1/1                  |                      |                      |                      | 0        | 1        | 0        |          |         |         |         | 1       |         |         | 3           |          |         |
| Spanien     | 2                | 1                | 2                | 50               |                      |                      |                      | 1/2                  |                      |                      |                      |          |          |          |          | 13:12   |         |         | 1       | 1       | 1       | 1           |          |         |
| Gesamt      | 82               | 42               | 54               | 78               | 2/2                  | 1/1                  | 13/18                | 27/34                |                      |                      |                      | 0        | 1        | 0        |          | 2       |         |         | 12      | 2       | 5       | 6           | 1        | 7       |

### Diogo Ferreira
- Nummer: 9
- Name auf dem Shorts: DIOGO
- Spielposition(en): Flügel links/Defensive
- Verein: FC Gaia
- Geburtsdatum: 17. Juni 2001
- Größe: 1,85 Meter

| Gegner      | Punkte und Würfe | Punkte und Würfe | Punkte und Würfe | Punkte und Würfe | Versuche und Treffer | Versuche und Treffer | Versuche und Treffer | Versuche und Treffer | Versuche und Treffer | Versuche und Treffer | Versuche und Treffer | Torhüter | Torhüter | Torhüter | Torhüter | Strafen | Strafen | Strafen | Technik | Technik | Technik | Technik     | Technik  | Technik |
| Gegner      | Punkte           | Tore             | Würfe            | %                | 1-Pt All             | 1-Pt Spin            | Spin                 | In-flight            | Spec                 | Dir Goal             | Pen                  | Sav      | Shots    | %        | Sav Pen  | SUS     | D       | DR      | Ass     | Steal   | Block   | Rec 6m Foul | Pen Foul | TO      |
| ----------- | ---------------- | ---------------- | ---------------- | ---------------- | -------------------- | -------------------- | -------------------- | -------------------- | -------------------- | -------------------- | -------------------- | -------- | -------- | -------- | -------- | ------- | ------- | ------- | ------- | ------- | ------- | ----------- | -------- | ------- |
| Mauritius   | 4                | 2                | 2                | 100              |                      |                      | 1/1                  | 1/1                  |                      |                      |                      |          |          |          |          |         |         |         |         |         |         |             |          |         |
| Kroatien    | 12               | 6                | 10               | 60               |                      |                      | 5/9                  | 1/1                  |                      |                      |                      | 0        | 1        | 0        |          |         |         |         |         |         |         |             |          |         |
| Argentinien | 5                | 3                | 5                | 60               | 1/1                  |                      | 2/4                  |                      |                      |                      |                      | 0        | 1        | 0        |          |         |         |         |         |         |         | 1           |          |         |
| Italien     | 11               | 6                | 9                | 67               | 1/1                  |                      | 4/6                  | 1/2                  |                      |                      |                      |          |          |          |          | 2:27    |         |         | 3       |         | 1       | 1           | 1        |         |
| Paraguay    | 6                | 3                | 4                | 75               |                      |                      | 1/2                  | 2/2                  |                      |                      |                      |          |          |          |          |         |         |         |         |         |         |             |          | 1       |
| Ungarn      | 8                | 4                | 6                | 67               |                      |                      | 4/6                  |                      |                      |                      |                      |          |          |          |          |         |         |         | 1       |         |         |             |          | 2       |
| Thailand    | 12               | 6                | 14               | 43               |                      |                      | 6/13                 | 0/1                  |                      |                      |                      |          |          |          |          |         |         |         | 4       |         |         | 3           |          |         |
| Spanien     | 4                | 2                | 5                | 40               |                      |                      | 2/5                  |                      |                      |                      |                      |          |          |          |          |         |         |         | 3       |         |         |             |          |         |
| Argentinien | 12               | 6                | 6                | 100              |                      |                      | 5/5                  | 1/1                  |                      |                      |                      |          |          |          |          |         |         |         | 6       |         |         | 1           |          |         |
| Spanien     | 8                | 4                | 10               | 40               |                      |                      | 3/8                  | 1/2                  |                      |                      |                      |          |          |          |          |         |         |         |         |         |         |             |          | 2       |
| Gesamt      | 82               | 42               | 71               | 59               | 2/2                  |                      | 31/59                | 7/10                 |                      |                      |                      | 0        | 2        | 0        |          | 1       |         |         | 17      |         | 1       | 6           | 1        | 5       |

### Miguel Neves
- Nummer: 11
- Name auf dem Shorts: NEVES
- Spielposition(en): Specialist/Flügel links
- Verein: AA Avanca
- Geburtsdatum: 31. Oktober 2000
- Größe: 1,95 Meter

| Gegner      | Punkte und Würfe | Punkte und Würfe | Punkte und Würfe | Punkte und Würfe | Versuche und Treffer | Versuche und Treffer | Versuche und Treffer | Versuche und Treffer | Versuche und Treffer | Versuche und Treffer | Versuche und Treffer | Torhüter | Torhüter | Torhüter | Torhüter | Strafen | Strafen | Strafen | Technik | Technik | Technik | Technik     | Technik  | Technik |
| Gegner      | Punkte           | Tore             | Würfe            | %                | 1-Pt All             | 1-Pt Spin            | Spin                 | In-flight            | Spec                 | Dir Goal             | Pen                  | Sav      | Shots    | %        | Sav Pen  | SUS     | D       | DR      | Ass     | Steal   | Block   | Rec 6m Foul | Pen Foul | TO      |
| ----------- | ---------------- | ---------------- | ---------------- | ---------------- | -------------------- | -------------------- | -------------------- | -------------------- | -------------------- | -------------------- | -------------------- | -------- | -------- | -------- | -------- | ------- | ------- | ------- | ------- | ------- | ------- | ----------- | -------- | ------- |
| Mauritius   | 8                | 4                | 7                | 57               | 0/2                  |                      |                      |                      | 3/4                  |                      |                      |          |          |          |          |         |         |         | 1       |         |         |             |          | 1       |
| Kroatien    | 6                | 3                | 8                | 38               |                      |                      | 1/1                  |                      | 2/6                  |                      | 0/1                  |          |          |          |          |         |         |         | 1       |         |         |             |          | 1       |
| Argentinien | 6                | 3                | 5                | 60               |                      |                      | 0/1                  |                      | 3/4                  |                      |                      | 0        | 1        | 0        |          |         |         |         | 1       |         |         |             |          |         |
| Italien     | 10               | 5                | 8                | 63               |                      |                      |                      |                      | 1/4                  |                      | 4/4                  |          |          |          |          |         |         |         |         |         |         | 1           | 1        |         |
| Paraguay    | 10               | 5                | 7                | 71               |                      |                      |                      |                      | 5/7                  |                      |                      |          |          |          |          |         |         |         |         |         |         |             |          |         |
| Ungarn      | 6                | 3                | 3                | 100              |                      |                      |                      |                      | 3/3                  |                      |                      |          |          |          |          |         |         |         |         |         |         |             |          |         |
| Thailand    | 14               | 7                | 8                | 88               |                      |                      |                      |                      | 4/5                  |                      | 3/3                  |          |          |          |          |         |         |         |         |         |         |             |          |         |
| Spanien     | 12               | 6                | 8                | 75               |                      |                      | 1/1                  |                      | 3/5                  |                      | 2/2                  | 0        | 2        | 0        |          |         |         |         |         |         |         |             |          | 2       |
| Argentinien | 16               | 8                | 14               | 57               | 0/1                  |                      | 4/4                  |                      | 2/6                  |                      | 2/3                  | 0        | 2        | 0        |          |         |         |         | 1       |         |         |             |          |         |
| Spanien     | 14               | 7                | 11               | 64               |                      |                      | 1/3                  |                      | 2/3                  |                      | 4/5                  | 0        | 1        | 0        |          | 7:42    |         |         |         |         |         | 3           | 1        |         |
| Gesamt      | 102              | 51               | 79               | 65               | 0/3                  |                      | 7/10                 |                      | 28/47                |                      | 15/18                | 0        | 6        | 0        |          | 1       |         |         | 4       |         |         | 4           | 2        | 4       |

### João Gonçalves
- Nummer: 12
- Name auf dem Shorts: JOÃO
- Spielposition(en): Torhüter
- Verein: C.D. São Bernardo
- Geburtsdatum: 18. Oktober 2000
- Größe: 1,88 Meter

| Gegner      | Punkte und Würfe | Punkte und Würfe | Punkte und Würfe | Punkte und Würfe | Versuche und Treffer | Versuche und Treffer | Versuche und Treffer | Versuche und Treffer | Versuche und Treffer | Versuche und Treffer | Versuche und Treffer | Torhüter | Torhüter | Torhüter | Torhüter | Strafen | Strafen | Strafen | Technik | Technik | Technik | Technik     | Technik  | Technik |
| Gegner      | Punkte           | Tore             | Würfe            | %                | 1-Pt All             | 1-Pt Spin            | Spin                 | In-flight            | Spec                 | Dir Goal             | Pen                  | Sav      | Shots    | %        | Sav Pen  | SUS     | D       | DR      | Ass     | Steal   | Block   | Rec 6m Foul | Pen Foul | TO      |
| ----------- | ---------------- | ---------------- | ---------------- | ---------------- | -------------------- | -------------------- | -------------------- | -------------------- | -------------------- | -------------------- | -------------------- | -------- | -------- | -------- | -------- | ------- | ------- | ------- | ------- | ------- | ------- | ----------- | -------- | ------- |
| Mauritius   | 2                | 1                | 3                | 33               |                      |                      | 1/1                  |                      |                      | 0/2                  |                      | 12       | 21       | 57       | 0/1      |         |         |         | 3       |         |         |             |          |         |
| Kroatien    |                  |                  |                  |                  |                      |                      |                      |                      |                      |                      |                      | 1        | 2        | 50       |          |         |         |         |         |         |         |             |          |         |
| Argentinien |                  |                  |                  |                  |                      |                      |                      |                      |                      |                      |                      | 6        | 17       | 35       | 0/4      |         |         |         |         |         |         |             |          |         |
| Italien     |                  |                  |                  |                  |                      |                      |                      |                      |                      |                      |                      | 4        | 9        | 44       | 0/1      |         |         |         |         |         |         |             |          |         |
| Paraguay    |                  |                  |                  |                  |                      |                      |                      |                      |                      |                      |                      |          |          |          |          |         |         |         |         |         |         |             |          |         |
| Ungarn      |                  |                  |                  |                  |                      |                      |                      |                      |                      |                      |                      |          |          |          |          |         |         |         |         |         |         |             |          |         |
| Thailand    |                  |                  |                  |                  |                      |                      |                      |                      |                      |                      |                      |          |          |          |          |         |         |         |         |         |         |             |          |         |
| Spanien     | 2                | 1                | 1                | 100              |                      |                      |                      |                      |                      | 1/1                  |                      | 3        | 13       | 23       | 0/1      |         |         |         | 1       |         |         |             |          |         |
| Argentinien |                  |                  |                  |                  |                      |                      |                      |                      |                      |                      |                      | 5        | 15       | 33       |          |         |         |         |         |         |         |             |          |         |
| Spanien     |                  |                  |                  |                  |                      |                      |                      |                      |                      |                      |                      |          |          |          |          |         |         |         |         |         |         |             |          |         |
| Gesamt      | 4                | 2                | 4                | 50               |                      |                      | 1/1                  |                      |                      | 1/3                  |                      | 31       | 77       | 40       | 0/7      |         |         |         | 4       |         |         |             |          |         |

### André Silva
- Nummer: 13
- Name auf dem Shorts: SILVA
- Spielposition(en): Pivot/Defensivspieler
- Verein: FC Porto
- Geburtsdatum: 6. Mai 2000
- Größe: 1,92 Meter

| Gegner      | Punkte und Würfe | Punkte und Würfe | Punkte und Würfe | Punkte und Würfe | Versuche und Treffer | Versuche und Treffer | Versuche und Treffer | Versuche und Treffer | Versuche und Treffer | Versuche und Treffer | Versuche und Treffer | Torhüter | Torhüter | Torhüter | Torhüter | Strafen | Strafen | Strafen | Technik | Technik | Technik | Technik     | Technik  | Technik |
| Gegner      | Punkte           | Tore             | Würfe            | %                | 1-Pt All             | 1-Pt Spin            | Spin                 | In-flight            | Spec                 | Dir Goal             | Pen                  | Sav      | Shots    | %        | Sav Pen  | SUS     | D       | DR      | Ass     | Steal   | Block   | Rec 6m Foul | Pen Foul | TO      |
| ----------- | ---------------- | ---------------- | ---------------- | ---------------- | -------------------- | -------------------- | -------------------- | -------------------- | -------------------- | -------------------- | -------------------- | -------- | -------- | -------- | -------- | ------- | ------- | ------- | ------- | ------- | ------- | ----------- | -------- | ------- |
| Mauritius   | 9                | 5                | 6                | 83               | 1/1                  |                      | 2/2                  | 1/1                  | 0/1                  |                      | 1/1                  |          |          |          |          |         |         |         |         | 2       |         |             |          |         |
| Kroatien    |                  |                  |                  |                  |                      |                      |                      |                      |                      |                      |                      |          |          |          |          | 9:53    |         |         | 2       |         |         | 1           |          |         |
| Argentinien |                  |                  |                  |                  |                      |                      |                      |                      |                      |                      |                      |          |          |          |          | 8:23    | 19:11   |         |         |         | 1       |             | 1        |         |
| Italien     |                  |                  |                  |                  |                      |                      |                      |                      |                      |                      |                      |          |          |          |          |         |         |         |         |         |         |             |          |         |
| Paraguay    |                  |                  |                  |                  |                      |                      |                      |                      |                      |                      |                      |          |          |          |          | 18:34   |         |         |         | 3       |         |             | 1        |         |
| Ungarn      |                  |                  |                  |                  |                      |                      |                      |                      |                      |                      |                      |          |          |          |          |         |         |         |         | 1       |         |             | 1        |         |
| Thailand    |                  |                  |                  |                  |                      |                      |                      |                      |                      |                      |                      |          |          |          |          |         |         |         |         |         | 1       |             | 1        |         |
| Spanien     | 0                | 0                | 1                | 0                |                      |                      | 0/1                  |                      |                      |                      |                      |          |          |          |          |         |         |         |         |         |         |             | 1        |         |
| Argentinien |                  |                  |                  |                  |                      |                      |                      |                      |                      |                      |                      |          |          |          |          | 17:15   |         |         |         |         |         |             | 2        |         |
| Spanien     |                  |                  |                  |                  |                      |                      |                      |                      |                      |                      |                      |          |          |          |          |         |         |         |         |         | 2       |             | 1        |         |
| Gesamt      | 9                | 5                | 7                | 71               | 1/1                  |                      | 2/3                  | 1/1                  | 0/1                  |                      | 1/1                  |          |          |          |          | 4       |         |         | 2       | 6       | 4       | 1           | 8        |         |

## Legende
Punkte vor dem Schrägstrich bezeichnen immer die erfolgreichen Aktionen, bei Torabschlüssen die Treffer, bei Torhüteraktionen die Torverhinderungen. Die Zahl dahinter nennt die Zahl der Versuche, geglückte wie nicht geglückte.
Punkte und Würfe
- Punkte – erzielte Punkte
- Tore – erzielte Tore
- Würfe – Torwürfe
- % – Prozentzahl von Treffern bei Würfen
- 1-Pt All – alle normalen Torabschlüsse, die zu einem Punkt führen
- 1-Pt Spin – nicht gelungener Drehwurf, deshalb nur ein Punkt wert (auch schon einmal in den 1-Pt All enthalten)
- Spin – Sprungwurf mit Drehung um die eigene Achse, dafür gibt es zwei Punkte
- In-flight – Torabschluss im Flug („Kempa-Trick“), auch hier gibt es zwei Punkte für einen Treffer
- Spec – Tor durch einen Specialist, diese Tore bringen immer zwei Punkte
- Dir Goal – direkte Tore durch den Torhüter, da dieser per se Specialist ist, gibt es auch hier immer zwei Punkte
- Pen – Tore durch Strafwürfe

Torhüteraktionen
- Sav – Torverhinderungen
- Shots – Würfe auf das Tor
- % – Prozentualer Anteil der gehaltenen Würfe
- Sav Pen – gehaltene Strafwürfe

Strafen – Angegeben ist der jeweilige Zeitpunkt im Spiel, in dem die Strafe ausgesprochen wurde
- SUS – Zeitstrafen
- D – Spielstrafe (Disqualifikation für den Rest des Spiels)
- DR – Platzverweis (Disqualifikation mit Bericht)

Technische Statistiken
- Ass – Assists: direkte Vorlagen zu Treffern der eigenen Mannschaft
- Steal – Eroberung eines Balles von der angreifenden Mannschaft
- Block – erfolgreiche Verhinderung eines Torabschlusses
- Rec 6m Foul – gefoult worden, was zu einem Strafwurf (6m) führte
- Pen Foul – ein Foul begangen, was zu einem Strafwurf führte
- TO – Turnover: Ballverlust im Angriff an die verteidigende Mannschaft

## Einzelbelege
1. ↑  Ten European teams in action when beach handball makes Youth Olympic Games debut. Abgerufen am 4. September 2020 (englisch).
2. ↑  Spain and hosts Argentina capture Youth Olympics glory. Abgerufen am 4. September 2020 (englisch).